# Кубок и Суперкубок Украины по пляжному футболу
Кубок Украины по пляжному футболу — соревнование для украинских футбольных клубов под эгидой Ассоциации пляжного футбола Украины. Первый Кубок Украины был разыгран в 2008 году, а первый Суперкубок Украины — в 2010 году. Оба турнира прошли в Черноморске.

## Все финалы Кубка Украины
| Год  | Обладатель      | Финалист | Счет |
| ---- | --------------- | -------- | ---- |
| 2008 | «Глория» Одесса | БРР Киев | 3:2  |

## Все финалы Суперкубка Украины
| Год  | Обладатель      | Финалист           | Счет |
| ---- | --------------- | ------------------ | ---- |
| 2010 | «Глория» Одесса | «Старт» Черноморск | 4:3  |